# 王顺友
王顺友（1965年11月—2021年5月30日），男，苗族，四川木里人，中国邮递员，四川省木里藏族自治县邮政局马班邮路乡邮投递员，中共党员，中共十八大代表。

## 生平
1985年以来，王順友一直从事乡邮投递工作，负责木里县城与白碉乡、三桷垭乡、倮波乡、卡拉乡之间的邮件投递工作。每年都有330天以上騎著一匹馬独自行走在邮路往返里程584公里的马班邮路上，总行程26万公里，每月平均投递报纸700份，杂志28份，信函45封，印刷品25件，包裹5件。没有延误过一期邮班，也没有丢失过一件邮件。
2007年，当选为中国共产党第九次四川省代表大会代表。
2012年，当选中国共产党第十八次全国代表大会代表。
2021年5月30日凌晨，王顺友因突发疾病在木里逝世，享年56岁。

## 奖项和荣誉
- 2001年，被四川省邮政局评为四川省邮政劳动模范。
- 2001年5月1日，成为全国五一劳动奖章获得者。
- 2005年4月，被中共四川省委授予四川省优秀共产党员称号，被国家邮政局授予全国邮政劳动模范称号。
- 2005年5月1日，获中华全国总工会授予全国劳动模范称号。被树立为“在平凡岗位上发出光芒”的典型。
- 2005年10月19号，在万国邮政联盟总部的会议上，王顺友成为自1874年万国邮政成立以来第一个被邀请的最基层、最普通的邮政员[5]。
- 2006年，荣获全国优秀共产党员。
- 2009年9月14日，被评为100位新中国成立以来感动中国人物之一。
- 2018年，获得全国道德模范称号[6]。
- 2019年，荣获中华人民共和国成立70周年最美奋斗者称号[7]。

## 影视形象
2006年7月王順友的真實事跡被改編為電影《香巴拉信使》，由邱林及爾瑪依娜主演。王順友一角由邱林飾演。